# Баширов, Радик Минниханович
Ра́дик Минниха́нович Баши́ров  (род. 7 января 1935, с. Верхние Киги, Кигинский район, Башкирская АССР, РСФСР, СССР) — советский и российский учёный, инженер-механик. Член-корреспондент АН РБ (1995), доктор технических наук (1982), профессор (1983), ректор Башкирского аграрного университета (1988—1999).

## Биография
Баширов Радик Минниханович родился 7 января 1935 года в с. Верхние Киги Кигинского района Башкирской АССР.
В 1959 году окончил факультет механизации сельского хозяйства Башкирского сельскохозяйственного института. С 1962 по 1964 год учился в аспирантуре ЦНИДИ (Центрального научно-исследовательского дизельного института, г. Ленинград). В 1959—1961 годах работал инженером на Ногинском заводе топливной аппаратуры. С 1961 года работал ассистентом, доцентом в Башкирском сельскохозяйственном институте (Башкирском государственном аграрном университете): ассистент, доцент.
В 1964 году защитил кандидатскую диссертацию на тему «Исследование односекционных топливоподающих систем аккумуляторного типа» защитил в Ленинградском кораблестроительном институте.
С 1967 года он — заведующий кафедрой «Тракторы и автомобили», с 1971 года — декан факультета механизации сельского хозяйства, в 1973—1984 годах — проректор по учебной работе, в 1988—1999 годах — ректор, заведующий кафедрой «Автотракторные двигатели и теплотехника».
Докторскую диссертацию защитил в 1982 году в Московском автомобильно-дорожном институте. Тема диссертации «Исследование аккумуляторных топливоподающих систем, как фактора дальнейшего повышения технико-экономических показателей дизелей».
Основное направление научной деятельности Баширова — усовершенствование автотракторной техники. Им были изобретены гидроаккумуляторная форсунка (1987), устройство для измерения цикловой подачи топлива (1996), устройство для измерения цикловой подачи топлива (1998), топливная система для двигателей внутреннего сгорания (2003) и др.
Радик Минниханович является председателем Совета по механизации сельского хозяйства отделения сельскохозяйственных, биологических и медицинских наук АН РБ и членом диссертационного совета по защитам кандидатских диссертаций при Башкирском ГАУ.

## Труды
Баширов Радик Минниханович — автор 180 научных работ, в том числе 10 монографий, 3 учебных пособий и 17 изобретений.
Результаты исследований опубликованы в профильных журналах «Тракторы и сельхозмашины», «Механизация и электрификация сельского хозяйства», «Двигателестроение» и др.
- Баширов, Р. М. Электронно-управляемые топливные системы для дизелей, работающих пропуском подачи топлива [Текст] / Р. М. Баширов, Р. Р. Галиуллин, В. Н. Хусаинов // Материалы всероссийской научно-практической конференции с международным участием. — Уфа: БГАУ, 2008. — Часть 4. — С. 31—35.
- Баширов, Р. М. Регулирование топливоподачи в тракторных дизелях [Текст] / Р. М. Баширов, Р. Р. Галиуллин — Уфа: БГАУ, 2008. — 184 с.
- Баширов, Р. М. Галиуллин Р. Р. Методика построения базовых характеристик для топливных систем тракторного дизеля, работающего пропуском подач топлива М., // Механизация и электрификация сельского хозяйства, 2008. — № 11. — С. 46—47.

## Награды и звания
- Орден «Знак Почёта», заслуженный деятель науки Башкирской АССР (1976), заслуженный деятель науки РФ (1988)[уточнить].